# Arrabbiaticcio
L'arrabbiaticcio, noto anche come calda-fredda, secca-molle o verdesecca, è un termine popolare appartenente al linguaggio agricolo che denota sia una condizione del terreno non idonea alla corretta crescita del frumento, sia la patologia sviluppata dalla pianta che cresce sul terreno, divenuto inadatto; di solito accade in estate quando a seguito delle precipitazioni lo strato superficiale rinfresca in quanto bagnato mentre quelli sottostanti sono ancora caldi. Trattasi di un fenomeno complesso le cui cause sono essenzialmente legate ad un'alterazione delle normali proprietà chimico-fisiche del terreno - bassi livelli d'azoto -, che vanno quindi a turbare l'equilibrio biologico e la corretta crescita delle coltivazioni. Le colture andrebbero lavorate col terreno "in tempera", ossia col giusto livello di umidità, ma il frumento coltivato su terreni alterati, in un primo momento, cresce e si sviluppa regolarmente, ma prima di raggiungere la fioritura la crescita si arresta e la pianta secca, lasciando il terreno scoperto che viene tendenzialmente invaso da piante erbacee infestanti tra cui il papavero. Usualmente, l'unico rimedio consiste nell'astenersi dal lavorare il terreno attendendo il ripristino del normale equilibrio. 